# Polythiazide
Polythiazide là thuốc lợi tiểu thiazide. Một thuốc lợi tiểu là bất kỳ chất nào thúc đẩy sản xuất nước tiểu.